# Mettá-szutta
A Mettá-szutta a Páli Kánonban található két buddhista beszédre (páli: szútra) szokták használni. A théraváda szerzetesek által használt egyik változatot úgy is nevezik hogy, Karaníjamettá-szutta, utalva a beszéd kezdetére, amely úgy hangzik, hogy Karaṇīyam, azaz "Ezt kell tenni" A szöveg megtalálható a Suttanipāta (Sn 1.8), illetve a Khuddakapāṭha (Khp 9) szövegei között. A tíz versszakos beszéd magasztalja a mettá (magyar fordítása "szerető kedvesség") erényes minőségeit, valamint a meditációs fejlesztését vagy "barátságosság". Ezen kívül, Thánisszaró Bhikkhu fordítása, úgy mint "goodwill" (jóakarat) kiemeli, hogy ez a gyakorlat a feltétel nélküli jóakarat fejlesztését szolgálja.
A szintén a théraváda szerzetesek által is olykor használt másik változat a mettá gyakorlat előnyeit. Ez a szöveg az Anguttara-nikája egyik beszéde (AN 11.15), amelyet úgy is emlegetnek, hogy a Mettániszansza-szutta. Ez a szócikk az első változatot taglalja.

## Háttér
A théraváda buddhizmus kanonikus szövegeiben a mettā a négy "nemes erény" (páli: brahmavihāra) közé tartozik, amelyet az interperszonális harmónia művelésére, illetve a meditációs elmélyedésre (lásd például, kammaṭṭhāna) használnak. Későbbi kanonikus művekben (mint például a Cariyāpiṭaka), a mettá a "tíz tökéletesség" (pāramī) közé tartozik, amely segítségével könnyebben elérhető a megvilágosodás (bódhi), illetve ez a buddhaság elérésének előfeltétele is.
A poszt-kanonikus Szutta-nipáta kommentárja szerint a Metta-szuttának az a háttértörténete, hogy egy csoport szerzetes megijedt a földi déváktól, abban az erdőben, ahova a Buddha küldte őket meditálni. A félelmük legyőzésére azt a gyakorlatot alkalmazzák, amelyet a Buddha tanított nekik. Ennek a szuttának a recitálásával a szerzetesek szerető kedvességet sugároztak magukból, amely lecsendesítette a földi dévákat.

## Tartalma
A Mettá-szutta egy felsorolás, amely támogatja a mettá és a meditáció fejlesztését különböző jellemzőkön keresztül.
A beszédben tizenöt erkölcsi minőség és feltétel szerepel a mettā fejlesztéséhez. Ezek között olyanok szerepelnek, mint a rátermett (uju), őszinte (suju), szelid (suvaco), nemes (mudu) és nem öntelt (anatimānī).
A meditációval kapcsolatban a szöveg a következőket említi:
- akaratlagos kívánság, amely által egyszerűbb a mettā (páli: sukhino vā khemino hontu; magyarul: "Legyenek boldogok és megóvottak") generálása
- meditációs tárgyak létrehozásának lehetősége
- egy metafora - egy anya védelmező szeretete az egyetlen gyermekével szemben - megmutatja, mennyire kell nagy becsben tartani ezt a szöveget. (megjegyzés: ez egy általánosan félreértelmezett rész, ugyanis ez nem a mások felé viselt érzelem metaforája Thanissaro Bhikkhu magyarázata szerint - "Metta Means Goodwill.")[7]
- a mettā minden irányban történő kisugárzásának gyakorlata[8]

## Használata
A théraváda hagyományokban a vallásos szertartások részeként szokás recitálni, de a mahájána hagyományban is népszerű szövegnek számít.
Burmában a buddhista szerzetesek a Mettá-szuttát kántálták a 2007-ben történt katonai erőszakkal szemben a demonstrációjuk részeként.

## Külső hivatkozások
Fordítások
- Loving-kindness, Laurence Khantipalo Mills fordítása
- Good Will, Thanissaro Bhikkhu fordítása
- The Discourse on Friendliness Meditation, Bhikkhu Anandajoti
- Loving-Kindness, Ñanamoli Thera fordítása
- The Buddha's Words on Loving-Kindness, , Amaravati Sangha fordítás

Olvasmányok és énekek
- Karaniya Metta Sutta read aloud (talking book) by Thanissaro Bhikkhu
- Anandajoti reading the Mettasutta translation in English
- Sangharakshita reads the Karaṇīyametta and Mahāmangala-suttas, together with other readings from the Pali Canon
- Chandrabodhi chanting the Karaṇīyametta Sutta and other suttas in an 'Indian style'
- Metta Sutta MP4

Esszék
- An Analysis of the Mettāsutta by Anandajoti Bhikkhu